# Idioma taivoan
El taivoan es el idioma formosano de los taivoan (o tevorangh), un pueblo indígena que vive al sur y al oriente de Taiwán.
SIL International ha reconocido taivoan como un idioma independiente y le ha asignado el código tvx desde ereno de 2019.